# سیارک ۲۱۴۴۸
سیارک ۲۱۴۴۸ (به انگلیسی: 21448 Galindo، نامگذاری:1998HE21) بیست و یک هزار و چهارصد و چهل و هشتمین سیارک کشف شده‌است که در ۲۰ آوریل ۱۹۹۸ کشف شد.
قدر مطلق سیارک برابر ۹.۳ است .